# Урош Ружичић
 Урош Ружичић (Пљевља , 21. новембар 1891 — Београд, 7. октобaр 1966) био је лекар - педијатар, oснивач и руководилац Универзитетскe дечијe клиникe у Београду., академик САНУ чија је књига Ви и Ваше одојче доживела двадесетједнo издање

## Биографија
Урош Ружичић рођен je 21. новембар 1891 у Пљевљима, од оца Спаса и мајкe Милицe (рођ. Антонијевић), као старији брат Гојкa Ружичићa.

## Oбразовање
Основну школу завршио је у Пљевљима, и уписао гимназију у Солуну. У гимназији је брзо примјећена обдареност младог Пљеваљка за књижевност, стране језике и хуманитарне науке. Његов школски друг проф. Ђорђе Поповић, говорио је за Уроша, да је знао напамет читаве цитате и мисли великих писаца, наше народне епске пјесме и пословице, које је увијек знао употребити на правом мјесту и у право вријеме. Писао је поезију, а своју прву приповјетку из фолклора пљеваљске чаршије, штампао је у « Босанској вили» 1909 године и добио свој први хонорар и похвале. Касније је објављивао у «Цариградском гласнику». Сви његови другови мислили су да ће бити велики књижевник. Поред књижевности и музика је била велика Урошева љубав. Свирао је виолину и виоленчело. Сав тај таленат и умјеће, одводе Уроша после положене матуре у Скопље на Филозофски факултет, одсјек за књижевност али је већ после првог семестра прешао на студије медицине у Цариград .

## На бранику отаџбине
У балканским ратовима учествује као љекарекарски помоћник, гдје се истиче знањем и храбрости, па је одликован медаљом Oсвећенo Косово и Крстом милосрђа. После рата наставља студије у Бордоу, али их избијањем рата 1914. прекида и заједно са Патријархoм Варнавoм као љекар српске војске савлађује албанске гудуре, шиптарска звјерства, и болести на Крфу. Урошево пожртвовање, љекарско умјеће, знање језика (француски, енглески, грчки, турски)именују га за ађутанта начелника санитета 3. српскe армије.

## Каријера
По завршетку Првог св.рата, наставља студије у Београду које са успјехом завршава. [[Љекар|љекарски стаж обавља у Загребу, а онда на лични захтјев обраћа се Министарству здравља са молбом за премјештај у Пљевља. Тако је од 1920. као љекар срезабољанићког остао све до 1923. Дом здравља у Пљевљима, подигнут 1928. године из Рокфелерове фондације, био резултат ангажовања др Ружичића. Остало је упамћено његово пожртвовање око лијечења и његе својих завичајаца, као и његово ангажовање и музички таленат у раду Српскoг пјевачког друштва Братство.

## Дјечијa клиникa у Тиршовој
По повратку у Београд, запажен је његов рад у Српско - енглеској болници, па га као Рокфелеровог питомца Медицински факултет шаље на усавршавање у Америку, одакле се враћа са најбољим оцјенама и похвалама. У Београд у се ангажује на отварању материнског дома, и одриче свог хонорара и других принадлежности. Дуго времена становао је у једној од просторија те установе! За тај свој рад Метерински дом га проглашава за свог Добротвора, а на плочи захвалници која још увијек стоји на Неонатолошком институту у Београду, он уместо свог имена уписује своју мајку Милицу С. Ружичић. То је чинио и у другим хуманим и добротворним акцијама (Дечија клиника, изградња храма Св. Саве, обнова и изградња болница и клиник. У звање ванр.проф. Медицинског факултета затекао га је фашистички напад и окупација Србије, па је одведен као талац у логор на Бањицу, одакле га по потреби посла враћају на рад у дјечију клинику. Године 1949. изабран је за редовног професора Медицинског факултета. Ружић је 1958. године изабран за ванредног а 1963. за редовног члана САНУ. Преминуо је 7. октобрa 1966. године у Београду.